# 盧卡·塞皮特利
盧卡·塞皮特利（義大利語：Luca Ceppitelli，1989年8月11日—）是義大利的一位足球運動員，在場上司職後衛。他現在效力於意乙球隊菲拉皮沙洛。

## 外部連結
- Andria Profile （意大利文）
- Soccerway Profile （页面存档备份，存于）
- Football.it Profile （页面存档备份，存于） （意大利文）
- FIGC National Team data （页面存档备份，存于） （意大利文）